# Alfred Robens
Alfred Robens (18 décembre 1910-27 juin 1999), parfois connu sous le nom Alf Robens, est un syndicaliste, un homme politique travailliste et industriel anglais. Ses ambitions politiques, y compris son aspiration à devenir Premier ministre, ont été contrariées par un mauvais timing; et il tourne ses ambitions vers l'industrie, passant une décennie comme président du National Coal Board, puis dirige une enquête qui aboutit au rapport Robens sur la santé, la sécurité et le bien-être au travail. Son point de vue est paternaliste, mais plus tard dans la vie, il s'est éloigné de son premier socialisme pour se tourner vers le Parti conservateur. Sa réputation reste ternie par son incapacité à prévoir et à prévenir la catastrophe d'Aberfan, suivie par des actions largement considérées comme insensibles au lendemain de cette catastrophe.

## Jeunesse
Robens est né à Chorlton-cum-Hardy, Manchester, le fils de George Robens, un vendeur de coton et d'Edith Anderton. Il quitte l'école à l'âge de 15 ans pour travailler comme garçon de courses, mais sa carrière a vraiment commencé lorsqu'il rejoint la Manchester and Salford Co-operative Society en tant que commis. Il est directeur à l'âge de 22 ans, l'un des premiers travailleurs / directeurs du pays. Il est permanent du Syndicat des travailleurs de la distribution et des assimilés de 1935 à 1945 ; étant certifié médicalement inapte au service militaire pendant la Seconde Guerre mondiale, il est membre du conseil municipal de Manchester de 1941 à 1945. Il épouse Eva Powell le 9 septembre 1936 ; le couple adopte un fils, Alfred (né en 1935).

## Politique
Après la guerre, lors des élections générales britanniques de 1945, Robens est élu député de la circonscription minière de Wansbeck dans le Northumberland. Il commence par une ascension soutenue dans les rangs parlementaires, occupant des postes subalternes au ministère des Transports (1945-1947) et au ministère du Carburant et de l'Énergie sous Hugh Gaitskell. En 1950, à la suite de changements de limites, Robens se présente dans la nouvelle circonscription de Blyth, plus tard Blyth Valley. Il est brièvement ministre du Travail et du Service national en 1951, mais le Parti conservateur remporte les élections générales plus tard cette année-là.
Dans l'opposition, Robens continue à monter dans le parti, étant nommé secrétaire d'État des Affaires étrangères du cabinet fantôme par Clement Attlee tandis quand Aneurin Bevan est malade, et il commence à être considéré comme un futur candidat à la tête du parti. Robens lui-même «aspire à devenir Premier ministre». Cependant, il n'a pas réussi à impressionner pendant la crise du canal de Suez de 1956 parce qu'il a été informé en toute confiance par le premier ministre conservateur, Anthony Eden, la nuit avant l'invasion; a juré de garder le secret, il n'a pas pu s'opposer efficacement à l'invasion dans le débat à la Chambre des communes. De plus, le chef du parti Gaitskell le trouvait trop à gauche. Il est remplacé en tant que secrétaire aux Affaires étrangères de du cabinet fantôme par Bevan et estime que ses ambitions politiques ont été frustrées. Ainsi, lorsque Harold Macmillan (successeur d'Eden au poste de Premier ministre) propose à Robens la présidence du National Coal Board (NCB) en 1960, il accepte avec enthousiasme. Gaitskell est décédé en janvier 1963. Geoffrey Tweedale, écrivant dans le Oxford Dictionary of National Biography, exprime l'opinion que, si Robens avait persisté en politique, il aurait été élu, plutôt que Harold Wilson, et serait probablement devenu Premier ministre. En effet, George Brown (le finaliste de Wilson à l'élection pour succéder à Gaitskell) déclare dans son autobiographie que si Robens avait été au Parlement, il ne se serait pas opposé à lui, et même s'il l'avait fait, Robens l'aurait vaincu.

## Office national du charbon
Robens prend son poste à la BCN en 1961 avec un salaire estimé à 10 000 £ par an (qui n'a jamais été augmenté au cours de ses dix années en fonction) et est créé pair à vie avec le titre de baron Robens de Woldingham, de Woldingham dans le comté de Surrey, le 28 juin. Parmi ceux qui critiquent cette élévation soudaine figurent son successeur au poste de député de Blyth, Eddie Milne. Le leadership de Robens du NCB est autoritaire. Il s'attendait à une loyauté sans faille de la part de ses collègues et de ses subordonnés et était confronté aux politiciens. Il appréciait les attributs du pouvoir, notamment une Daimler avec le numéro d'immatriculation du véhicule « NCB 1 », un avion de fonction (un De Havilland Dove de six places que lui et d'autres membres du conseil utilisaient pour visiter les champs houillers éloignés) et un appartement à Eaton Square. Son comportement lui vaut le surnom de « Old King Coal », un jeu de mots sur Old King Cole. Cependant, il se lance dans le travail avec vigueur et enthousiasme, visitant des fosses, discutant avec des mineurs au front de taille et développant une connaissance approfondie de l'industrie . En 1963, il est invité à donner la conférence commémorative MacMillan à l'Institution of Engineers and Shipbuilders en Écosse. Il choisit le sujet « Le charbon - sa place dans l'économie nationale ».
En tant que président de la BCN, Robens supervise des réductions de postes substantielles dans l'industrie minière, dont beaucoup reflétaient les forces du marché et les politiques gouvernementales avant qu'il n'assume le poste. Bien qu'il ait fait pression pour protéger l'industrie, sa réputation de socialiste en a nécessairement souffert - lorsqu'il prend la présidence de la NCB, il y a 698 fosses employant 583000 mineurs, mais au moment où il quitte le poste dix ans plus tard, il n'y a plus que 292 fosses employant 283000 mineurs. Pendant un certain temps, Robens a une relation de travail constructive avec le chef des mineurs Will Paynter, mais il a une relation houleuse avec le gouvernement travailliste de Wilson. Les relations professionnelles se sont détériorées pendant son mandat, et il y a une grève non officielle en 1969 qui a fait perdre 15 millions de livres et 2,5 millions de tonnes de charbon à la suite d'un débrayage par 140 des 307 houillères de NCB.
Robens s'est dit préoccupé par les mauvais résultats en matière de santé et de sécurité de l'industrie houillère et défend des campagnes pour réduire les accidents et lutter contre les maladies professionnelles chroniques telles que la pneumoconiose. Si le nombre d'accidents mortels et graves diminue de plus de 60 % au cours de son mandat, il y a également eu une baisse de l'effectif de plus de 50 %, passant de 583 000 à 283 000 mineurs.

### Catastrophe d'Aberfan
Le plus grand coup porté à sa réputation est venu de sa réaction à l'accident industriel catastrophique de 1966 à Aberfan. Le matin du 21 octobre, un énorme tas de déblais de la mine de Merthyr Vale s'est effondré sur le village d'Aberfan, enterrant 20 maisons et la Pantglas Junior School dans un glissement de terrain, à trente pieds de profondeur, avec de la boue saturée d'eau qui a tué 116 écoliers et 28 adultes.
Robens décide de privilégier son installation en tant que premier chancelier de la nouvelle université de Surrey avant de se rendre à Aberfan, et il n'est arrivé que le soir du samedi suivant le jour de la catastrophe, une gaffe qui est aggravée par les actions du personnel de la PNE, qui informe le ministre de l'Énergie, Richard Marsh, que Robens est à Aberfan, alors que c'est faux. S'adressant aux médias le dimanche après la catastrophe, Robens craint que le choc et le chagrin initiaux ne cèdent la place à la colère, peut-être dirigée contre les hommes qui travaillaient au sommet des tas de déblais. Pour éviter cela, il déclare que ces hommes n’auraient pas pu prévoir ce qui s’était passé. L'interview télévisée au cours de laquelle il fait ce commentaire s'est avérée impossible à diffuser en raison des conditions atmosphériques; au lieu de cela, l'intervieweur diffuse une paraphrase de l'interview qui fait croire à tort que Robens a affirmé que personne au sein de la PNE n'aurait pu prévoir la catastrophe.
Le rapport du tribunal de Davies qui a enquêté sur la catastrophe est très critique à l'égard de la PNE et de Robens. Il propose de comparaître au début de l'enquête pour admettre l'entière responsabilité de la BCN dans la catastrophe, mais le président du Tribunal lui fait savoir que cela ne serait pas nécessaire. En l'occurrence, lorsqu'il est clair que ses commentaires antérieurs aux journalistes ont été mal interprétés par le Tribunal comme un déni de responsabilité. Il admet que la PNE est en faute, un aveu qui aurait rendu une grande partie de l'enquête inutile si elle avait été faite au départ, malgré l'avis de lord Edmund-Davies selon lequel sa comparution n'était pas nécessaire . Après la publication du rapport en août 1967, Robens écrit à Marsh, le ministre de l'Énergie, lui offrant sa démission, qui est refusée par le premier ministre Wilson, bien que plusieurs membres du cabinet aient fermement soutenu que Robens devait être destitué.

## Rapport Robens
En 1969, Robens est choisi par Barbara Castle pour présider un comité sur la santé et la sécurité au travail. Cela conduit au rapport Robens de 1972 qui défend de manière controversée l'idée d'autorégulation par les employeurs. Le rapport lui-même conduit à la loi de 1974 sur la santé et la sécurité au travail et à la création de la Commission d'hygiène et de sécurité,.

## Fin de carrière
Après la victoire des conservateurs aux élections générales de 1970, Robens est entré en conflit avec le premier ministre Edward Heath et le ministre d'État à l'Industrie, Sir John Eden. Il quitte la NCB en 1971, mais a toujours insisté sur le fait que son mandat était un succès.
Robens devient administrateur de la Banque d'Angleterre en 1966 et membre du conseil d'administration de Times Newspapers en 1967. Il est président de Vickers de 1971 à 1979, s'opposant aux plans des travaillistes pour la nationalisation qui ont conduit à la loi de 1977 sur les industries aéronautiques et navales. Il est président de Johnson Matthey de 1971 à 1983 et administrateur de Trust House Forte et de plusieurs autres sociétés. Son style de vie est de plus en plus en contradiction avec ses débuts socialistes et en 1979, il rejoint le Parti conservateur.
Il quitte la vie publique en 1982, prenant sa retraite avec sa femme (décédée en 2008) à Laleham Abbey, autrefois la maison du 7e comte de Lucan. Robens subit le premier de deux accidents vasculaires cérébraux en 1992 et est finalement décédé en 1999 à l'âge de 88 ans.